# Abtei Sainte-Scholastique (Juvigny)
Die Benediktinerinnen-Abtei Sainte-Scholastique in Juvigny-sur-Loison (daher auch Juvigny-les-Dames genannt) stand in einer Schleife des Flusses Loison am Rand des Woëvre-Waldes und den Grenzen Frankreichs zum Heiligen Römischen Reich zwischen den Orten Montmédy, Stenay und Damvillers.

## Geschichte
Die Abtei wurde der Überlieferung nach 874 von Richildis, der zweiten Ehefrau Karls des Kahlen, gegründet. Hierher wurden am 6. Juni dieses Jahres die Reliquien der heiligen Scholastika von Nursia gebracht, die als Schwester von Benedikt von Nursia verehrt wurde. Allerdings wurden sie danach vergessen und erst Ende des 11. Jahrhunderts „durch göttliche Offenbarung“ von der Äbtissin „wiedergefunden“.
Die Abtei stand ab 1096 unter dem Schutz des Heiligen Stuhls, gehörte in geistlichen Fragen zum Erzbistum Trier, unterstand aber in weltlichen Fragen dem Bischof von Verdun, später dem Herzog von Bar bzw. dem Herzog von Lothringen, schließlich der französischen König, und wurde daher auch als Abbaye royale bezeichnet.
Die Abtei litt stark unter den Hugenottenkriegen, während derer die Klosterkirche entweiht und die Gebäude fast zerstört wurden. 1624 wurde die Schließung des Klosters angeordnet, falls der Wiederaufbau nicht geleistet würde. Die daraufhin begonnenen Arbeiten dauerten bis 1746.
1790, während der Revolution, wurde die Abtei aufgelöst, 1792 wurden die Gebäude als Nationaleigentum verkauft und Anfang des 19. Jahrhunderts weitgehend abgerissen. Lediglich das Backhaus aus dem Jahr 1746 blieb stehen und wurde 1858 in ein Priester-Pensionat umgewidmet. 1903 brannte das Gebäude ab, womit der letzte Rest der Abtei verschwand.
Graf Vassinhac-Imécourt, der Besitzer des Schlosses von Louppy-sur-Loison und Neffe der letzten Äbtissin von Juvigny, ließ einen Teil der Ruinen restaurieren. Und gründete dort ein religiöses Internat für Jungen. Gegen Ende des 19. Jahrhunderts hatte die Schule 223 Schüler. Heute ist das Gebäude im Besitz eines Vereins zur Förderung von Menschen mit Behinderungen.
Die Scholastika-Reliquien befinden sich heute in der Pfarrkirche von Juvigny.

## Äbtissinnen
Die Annalen der Abtei verzeichnen vierzig Äbtissinnen, von denen die erste Königin Richilde selbst gewesen sein soll; alternativ wird eine Bertrande genannt, die aus dem Kloster Sainte-Aure in Paris kam. Die Namen der Äbtissinnen der ersten beiden Jahrhunderte sind verloren gegangen.
1. Walburge (Galburge) (1086–1106)
2. Hadwide I. (1124–1139)
3. Judith (1150)
4. Gerberge (1174)
5. Ide de Chiny (1187) (Haus Chiny)
6. Hadwide II. de Chiny (1206)
7. Marguerite I. d’Apremont (1259–1271)
8. Ide des Wales (1279–1286)
9. Agnès de Montquintin (1299–1327)
10. Helwide oder Hadwide de Prény (1342–1347)
11. Marguerite II. de Bazeilles (1350–1370)
12. Égidia oder Gillette de Chappes (1390–1396)
13. Jeanne I. de Pins (1396)
14. Jeanne II. de Nanteuil (1398)
15. Gillette II. de Chappes oder Chappy (1402)
16. Marguerite III. de Laval (1406–1430)
17. Hawis de Sampigny (1446–1447)
18. Marie de Ville (1482)
19. Catherine I. d’Espinal (1491–1495)
20. Alix de Dommartin (1505–1520), auch Äbtissin von Sainte-Glossinde in Metz
21. Renée de Blandin oder Blandry (1520)
22. Anne d’Apremont (1522–1531)
23. Catherine II. de Failly (1531–1567)
24. Françoise de Failly (1567)
25. Anne de Failly (1588)
26. Nicole de Lenoncourt (1588–1594)
27. Catherine III. de Lenoncourt (1594–1608)
28. Scholastique-Gabrielle de Livron-Bourbonne (1608–1662)
29. Catherine-Gabrielle-Marie de Livron (1662–1705)
30. Louise-Gabrielle de Livron (1705–1711)
31. Alexis-Madeleine de Vassinhac-Imécourt (1711–1777)
32. Marie-Louise-Victoire de Vassinhac-Imécourt (1777–1793), † 19. August 1807 auf Schloss Imécourt mit 86 Jahren